# Autoroute A7 (Lussemburgo)
L'Autostrada A7 del Lussemburgo è un'autostrada gratuita di 31,5 km completata il 23 settembre 2015.
Il primo tratto tra Ettelbruck e Erpeldange è stato aperto nel 1989.
Non fa parte di alcuna strada europea.

## Storia
Tratti aperti nel corso del tempo:
- 10 Novembre 1989: Ettelbruck - Erpeldange
- 29 Luglio 1993: Schieren - Ettelbruck
- Agosto 1996: Erpeldange - Fridhaff
- 16 Novembre 2001: Mierschiebierg - Schieren e Schoenfels - Mierschiebierg
- 13 Settembre 2002: Grunewald - Waldhof
- 24 Gennaio 2008: Lorentzweiler - Schoenfels
- 23 Settembre 2015: Waldhof - Lorentzweiler